# Asiago (Käse)

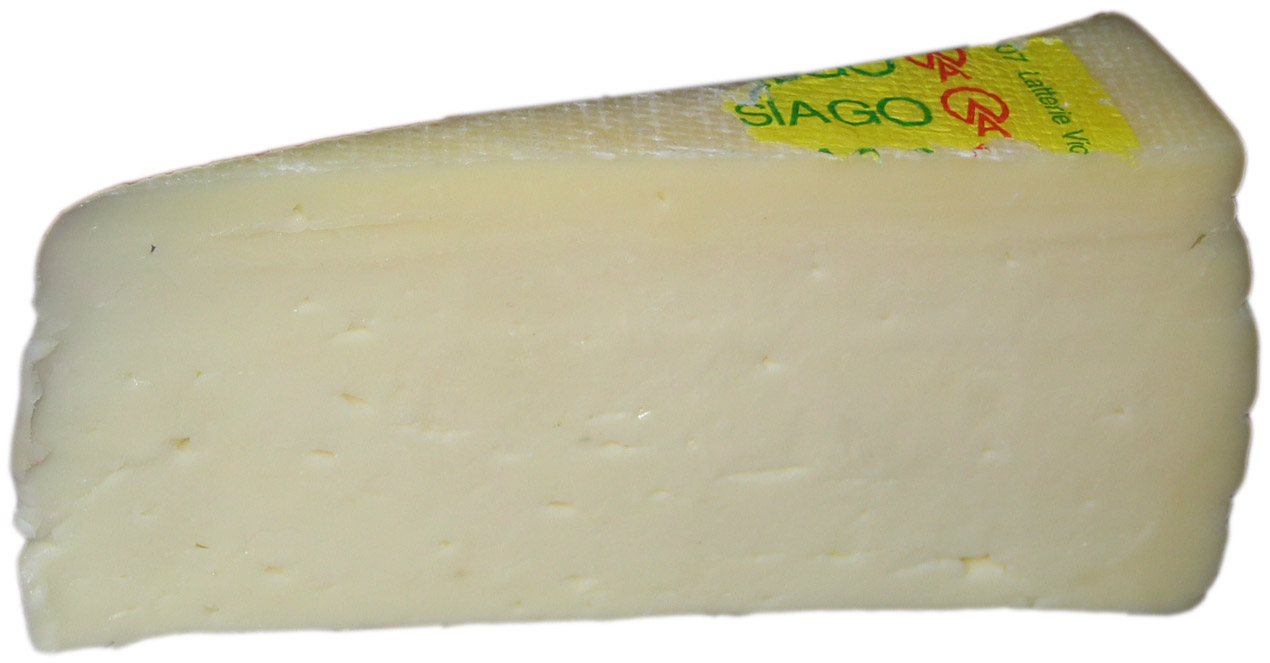
Asiago

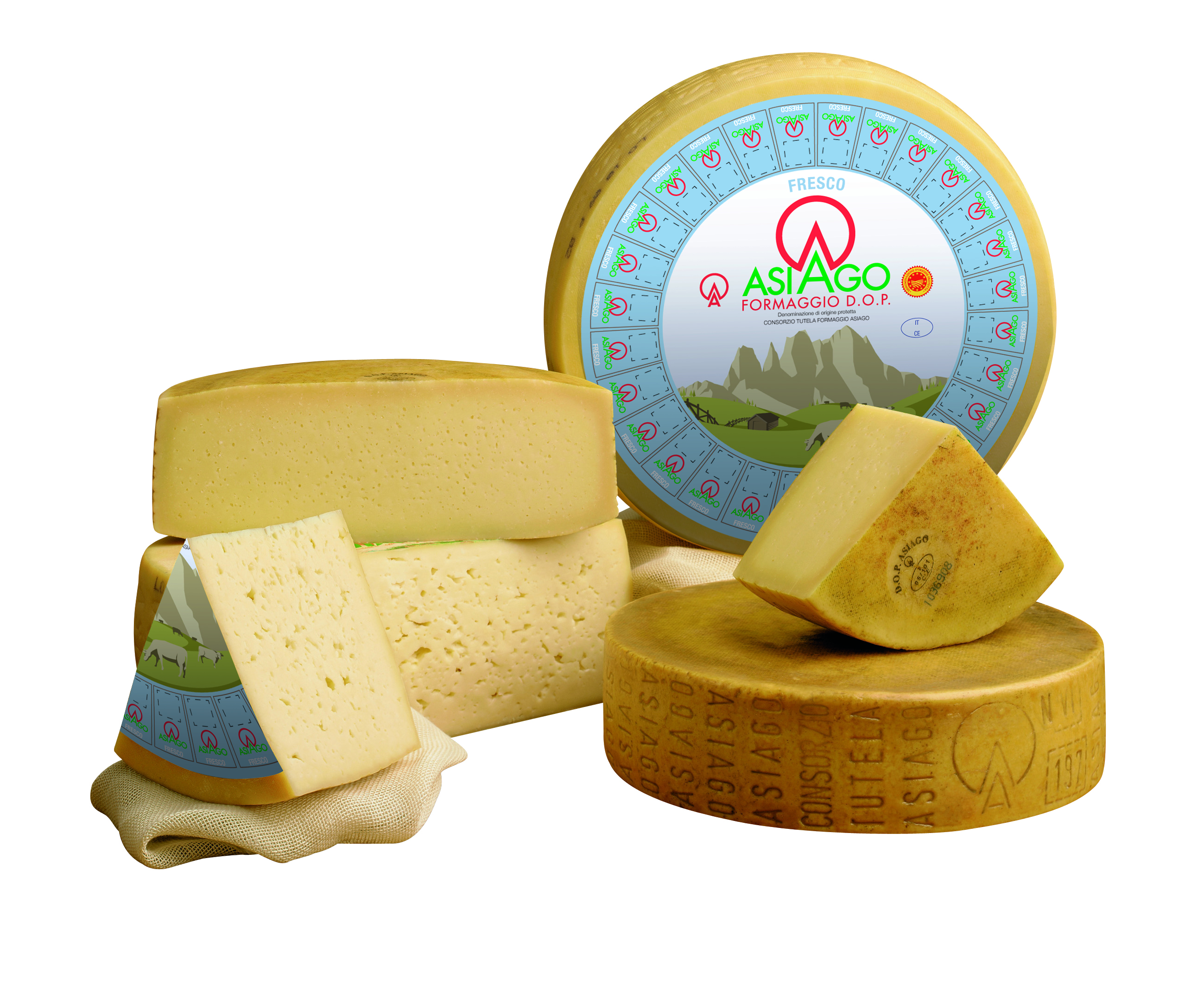
Asiago in verschiedenen Reifestadien

Asiago, auch Asiago Fresco oder Asiago Pressato, und gereift Asiago d’Allevo oder Asiago Stagionato, ist ein nordostitalienischer Käse aus Kuhmilch mit geschützter Ursprungsbezeichnung. Der Asiago Fresco (‚frisch‘) ist ein halbfester Schnittkäse, während der Asiago d’Allevo ein in drei Altersstufen vermarkteter Hartkäse mit langer bis sehr langer Reifungsdauer ist.
Es gibt die zwei sehr unterschiedlichen Typen Asiago Fresco oder Asiago Pressato und den lange gereiften Asiago d’Allevo oder Asiago Stagionato. Den Asiago d’Allevo gibt es, in aufsteigender Reihenfolge der Reifungsdauer, als Asiago Mezzano, Asiago Vecchio und Asiago Stravecchio. Asiago, dessen gesamte Produktion von der Weidehaltung der Kühe bis zur Reifung der Käse auf einer Höhe von mindestens 600 Meter erfolgt, kann als Prodotto della Montagna vermarktet werden.

## Eigenschaften
Die Käselaibe des Asiago Fresco oder Asiago Pressato haben einen Durchmesser von 30–40 cm, eine Höhe von circa 11–15 cm und ein Gewicht von 11–15 kg. Sie sind auf dem Rand mit „ASIAGO“, dem DOP-Logo und mit einer individuellen Nummer an der Unterseite gekennzeichnet. Die Nummer gibt über das Jahr und den Ort der Produktion Auskunft. Die Rinde ist glatt, dünn und elastisch mit gelblichgrauer Farbe. Er hat einen hellstrohfarbenen Teig mit vielen kleinen, unregelmäßigen Löchern. Der recht weiche Käse schmeckt angenehm mild nach Butter und Sahne mit einer Joghurtnote.
Die Laibe des Asiago d’Allevo oder Asiago Stagionato haben einen Durchmesser von 30–35 cm, eine Höhe von circa 9–12 cm und wiegen zwischen 8 und 12 kg. Die Rinde ist dünn, hart und glatt.
Die Zusammensetzung des Asiago ist im italienischen Lebensmittelrecht festgeschrieben. Demnach darf der Asiago Fresco einen Feuchtigkeitsgehalt von 39,5 ± 4,4 g/100g Käse aufweisen. Der Fettgehalt darf 30,0 ± 4,0 g/100g Käse und der Proteingehalt 24,0 ± 3,5 g/100 g Käse betragen. Das Fett in der Trockenmasse muss mindestens 44 Prozent betragen. Für den Asiago d’Allevo liegen die Werte bei 34,5 ± 4,0 g Wasser/100g Käse; 31,0 ± 4,5 g Fett/100g Käse; 28,0 ± 4,0 g Eiweiß/100g Käse, und mindestens 34 Prozent Fett in der Trockenmasse. Der Salzgehalt beträgt 1,5 g/100 g beim Asiago Fresco und 2,5 g/100 g beim Asiago d’Allevo. Die Energiewerte je 100 g Käse liegen bei ca. 1585 kJ für den Asiago d’Allevo, ca. 1525 kJ für den Asiago Fresco.

## Geschichte
Auf der Hochebene von Asiago, dem Hauptort der Sieben Gemeinden, einer Sprachinsel der Zimbern in der Provinz Vicenza, Region Venetien, wird bereits seit über tausend Jahren Käse erzeugt. In der Literatur wird dem Asiago vielfach eine bis auf das Mittelalter und sogar in die Antike zurückreichende Tradition zugeschrieben. Wie bei anderen angeblich Jahrhunderte alten Käsesorten lassen sich diese Angaben nicht verifizieren, da die zeitgenössischen Berichte keine hinreichend genaue Beschreibung der erwähnten Käse bieten. Heute wird Asiago auf der gesamten Hochebene bis zum Vezzena-Pass und nach Lusern hergestellt. Früher lieferten die Milch dazu hauptsächlich Schafe. Seit dem 16. Jahrhundert wurde die Schafhaltung nach und nach durch die Rinderhaltung verdrängt, seit dem 19. Jahrhundert wird der Asiago ausschließlich aus Kuhmilch hergestellt. Der damals verwendete Herstellungsprozess des Käses wird heute mit modernen Techniken verfeinert und ist in den kleinen und mittleren Molkereien der Produktionsgebiete weit verbreitet. Mit der Migration der Bevölkerung kam die Produktion des Asiago-Käses auch in das angrenzende Trentino.
Der lange gereifte Hartkäse Asiago d’Allevo ist die ursprüngliche Variante des Asiago. Erst in den 1920er Jahren begann die Vermarktung des gepressten und nur kurz gereiften halbfesten Schnittkäses Asiago Fresco, der bei den Bergbauern schon seit der Zeit der Umstellung auf Rinderhaltung für den eigenen Bedarf produziert wurde. Mit seiner gegenüber dem Hartkäse weicheren Textur und dem süßen Geschmack kommt er den Bedürfnissen heutiger Konsumenten entgegen.
1979 schlossen sich 56 Molkereien zusammen und gründeten das Consorzio per la tutela del formaggio Asiago ‚Konsortium zum Schutz des Asiago-Käses‘. Ihr Ziel war die qualitative Verbesserung des Produkts, die Förderung des Vertriebes und die korrekte Einhaltung der Produktionsvorschriften.
Der Asiago durfte seit 1955 die Bezeichnung Denominazione Tipica führen. 1978 erhielt er die Denominazione d’Origine Protetta (DOP) als ein Produkt mit geschützter Herkunftsbezeichnung. Seit 1996 ist der Asiago ein Produkt mit geschützter Ursprungsbezeichnung .
Asiago wird ausschließlich in Käsereien des folgenden Herkunftsgebiets hergestellt:
- Provinz Vicenza
- Trentino
- Provinz Padua: nur in den Gemeinden Carmignano di Brenta, San Pietro in Gu, Grantorto, Gazzo, Piazzola sul Brenta, Villafranca Padovana, Campodoro, Mestrino, Veggiano, Cervarese Santa Croce und Rovolon
- Provinz Treviso: vom Dorf Rossano Veneto in der Provinz Vicenza ausgehend bildet die Straße von Rossano nach Castelfranco Veneto bis zur Kreuzung mit der Staatsstraße SR53 die Grenze. Sie führt weiter entlang der SR53 nach Osten, überquert die Stadtautobahn von Treviso Süd bis zum Schnittpunkt mit der A27. Bis zum Fluss Piave folgt die Grenze der A27 nach Norden, und verläuft dann Richtung Westen bis zur Grenze der Provinzen Treviso und Belluno.[6]

Neben der Festlegung der Herkunft des Käses werden durch Verordnungen die Produktionsbedingungen des Käses festgelegt. So sind die für die Fütterung der Kühe zugelassenen Futtermittel beschrieben, und einige Futtermittel ausdrücklich ausgeschlossen.
Seit dem Ende des 20. Jahrhunderts ist die Produktion des Asiago stark angestiegen. Alleine zwischen 2009 und 2015 wurde sie verdoppelt. 2014 stand der Asiago mit 21.500 Tonnen an sechster Stelle der in Italien produzierten Käse mit geschützter Ursprungsbezeichnung. Das Konsortium zum Schutz des Asiago koordinierte 2016 die Lieferungen von 1595 Milchviehhaltungen und beaufsichtigt die Produktion in 36 Käsereien und sechs Reifungsbetrieben.

## Herstellung

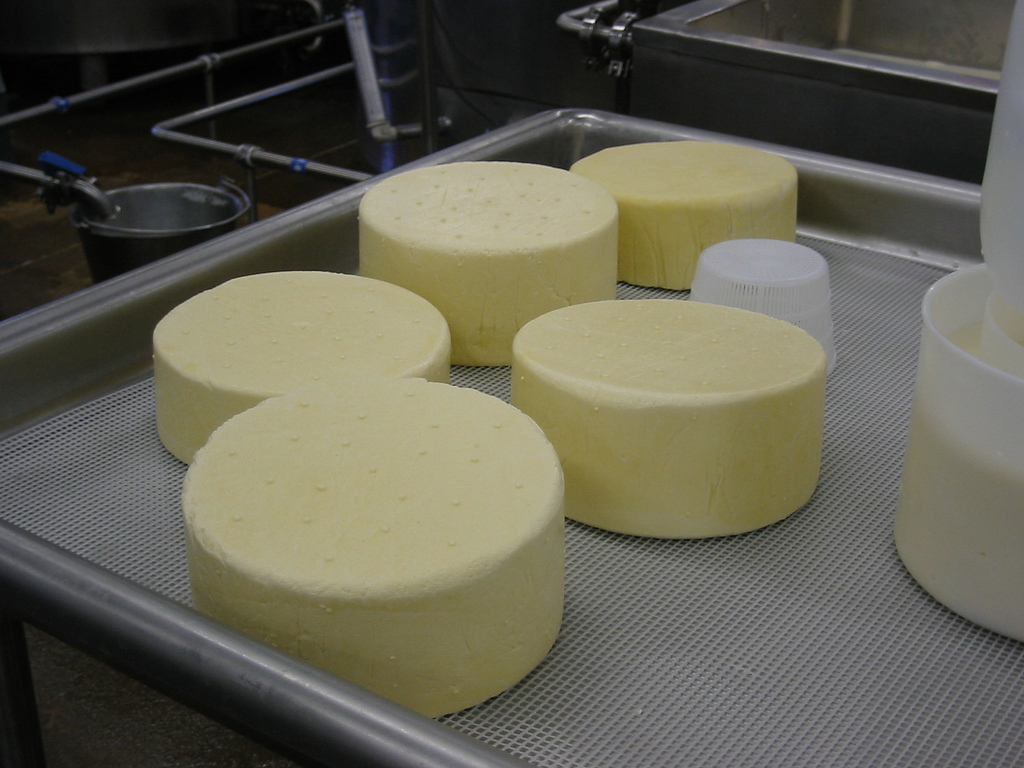
Asiago, unmittelbar nach dem Abtropfen aus den Formen entnommen

### Asiago Fresco oder Asiago Pressato
Zur Produktion wird Rohmilch oder pasteurisierte Vollmilch auf 35–40 °C erwärmt. Während in der Vergangenheit eine natürliche Starterkultur zugegeben wurde, verwendet man heute kommerziell verfügbare Kulturen aus Streptococcus thermophilus und Lactobacillus delbrueckii subsp. bulgaricus. Durch die Zugabe flüssigen oder pulverförmigen Labs wird die Milch in 15 bis 25 Minuten dickgelegt, in bestimmten Fällen darf auch Kochsalz zugegeben werden. Die Dickete wird in etwa walnussgroße Stücke zerteilt und dieser Bruch auf 42–46 °C erhitzt, um ihn zu komprimieren. Dabei darf erwärmtes Wasser zugefügt werden, um Milchzucker zu entfernen und in der ersten Phase der Reifung die Säuerung zu mindern. Der Bruch wird in spezielle Holzformen geschöpft, die man als fascere bezeichnet und die rundherum den Asiago-Schriftzug aufweisen. Der Käse wird drei bis zwölf Stunden lang in den Formen gepresst, um überschüssige Molke zu entfernen. Nun werden die Formen für zwei bis sechs Tage bei 12 bis 20 °C in einen Trockenraum, die frescura, gegeben. Das Salzen erfolgt mit trockenem Salz oder durch das dreitägige Einlegen der Laibe in Salzlake. Die Reifung bei einer Temperatur von 10 bis 15 °C dauert mindestens zwanzig Tage und nur selten länger als 40 Tage. Der Käse erreicht seinen Höhepunkt bei etwa fünfzig Tagen und muss wegen seiner beschränkten Lagerfähigkeit innerhalb von zwei Monaten verzehrt werden.

### Asiago d’Allevo oder Asiago Stagionato
Die Herstellung des Asiago d’Allevo unterscheidet sich deutlich von der des Asiago Fresco. Zunächst wird die Rohmilch einer Abend- und einer Morgenmelkung auf 4 bis 11 °C heruntergekühlt. Der Rahm von der Abendmilch wird abgeschöpft. Die nunmehr vermischte und halbfette Milch wird auf 33 bis 37 °C erwärmt und mit einer spezifischen Starterkultur und Lab versetzt. Die Zugabe von Lysozym (E 1105) und unter gewissen Voraussetzungen auch 0,5 % Kochsalz ist zulässig. Nach dem Gerinnen wird die Dickete auf 46–48 °C erhitzt, eine wesentlich geringere Temperatur als beim Parmigiano Reggiano und dem Grana Padano, die auf etwa 56 °C erhitzt werden. Nach 10 bis 15 Minuten wird die Dickete in haselnussgroße Stücke zerteilt und weitere 20 bis 30 Minuten in der erhitzten Molke ruhen gelassen. Durch den kleineren Bruch wird dafür Sorge getragen, dass mehr Molke abfließt und auf das Pressen verzichtet werden kann. Der Bruch wird zunächst auf etwa 47 °C erhitzt. Mit der Erwärmung, dem „Kochen“, werden die Textur des Käsebruchs und seine Mikroflora beeinflusst. Anschließend wird der Bruch in Formen gefüllt, nur leicht gepresst und für einige Stunden in einen warmen Raum gestellt. Beim Salzen mit trockenem Salz folgt eine Ruhe von zehn bis zwanzig Tagen bei 12 bis 16 °C, alternativ können die Käselaibe für etwa zehn Tage in eine Salzlake gegeben werden. Danach beginnt das Reifen, das von drei Monaten (beim Prodotto della Montagna, sonst vier Monate) bis über zwei Jahre dauert.
- Asiago Mezzano: Reifung von vier bis sechs Monaten, die Rinde hat eine gelblichgraue Farbe. Der Teig ist kompakt aber trotzdem weich, intensiv hellstrohfarben, mit kleinen bis mittelgroßen Käselöchern, sehr schmackhaft aber noch süßlich.
- Asiago Vecchio: Reifung von zehn bis achtzehn Monaten, die Rinde hat eine bräunlichgraue Farbe. Er ist ein etwas härterer Käse mit größeren Löchern. Sein Geschmack ist angenehm stark und leicht scharf.
- Asiago Stravecchio: Reifung von 15 Monaten bis zwei oder mehreren Jahren, die Rinde hat eine bräunlichgraue Farbe. Es handelt sich um einen sehr harten Käse mit brüchigem Teig.[2][3]

### Prodotto della Montagna
Für Produkte, die als Prodotto della Montagna vermarktet werden, gelten zusätzliche Vorgaben. So dürfen die Kühe nicht mit Silage gefüttert werden, der Milch für den Asiago d’Allevo darf kein Lysozym zugegeben werden, und der Asiago Fresco muss mindestens 30 Tage lang reifen.

### Asiago in den Vereinigten Staaten
Der Schutz der Ursprungsbezeichnung Asiago erstreckt sich lediglich auf die Europäische Union und jene Staaten, mit denen die EU bilaterale Abkommen zur Anerkennung der geschützten Ursprungsbezeichnungen getroffen hat. In den Vereinigten Staaten wird Käse mit den Bezeichnungen Asiago soft cheese oder Asiago fresh cheese, Asiago medium cheese und Asiago old cheese produziert und vertrieben. Eine Verordnung der Food and Drug Administration regelt die Produktionsbedingungen. Die meist industriell gefertigten Käse dürfen auch unter der Verwendung von Milchpulver, aber keinesfalls aus Rohmilch hergestellt werden. Die Behandlung der Milch mit chemischen Bleichmitteln und der Rinde mit antimykotischen Mitteln sowie die Zugabe von Vitamin A als Ersatz des bei der Bleichung zerstörten Vitamin A sind zulässig. Die Reifung muss beim Asiago medium cheese mindestens sechs Monate und beim Asiago old cheese mindestens zwölf Monate dauern.

## Verzehr
Der Asiago Fresco kann sowohl als Tischkäse als auch als Zutat für die Speisezubereitung verwendet werden. Als Wein wird ein leichter Weißwein oder ein milder Roséwein empfohlen, als Aperitif auch ein trockener Sekt.
Der Asiago Mezzano eignet sich sehr gut als Tischkäse, oft mit reifen Birnen kombiniert. Der Asiago Vecchio kann als Dessert dienen. Als eine Seltenheit für Feinschmecker hat der Asiago Stravecchio einen charakteristischen Geschmack mit einem Hauch von Zartbitter. Er wird gerne mit Polenta oder Pilzen verzehrt. Beim Asiago d’Allevo hängt die Weinempfehlung von der Reifungszeit ab: je länger die Reifung, desto kräftiger und strukturierter sollte der Wein sein. Zum Asiago Stravecchio passt ein schwerer Rotwein.